# Josif Aronovič Pjatnicki
Josif Aronovič Pjatnicki, ruski komunist in obveščevalec, * 1882, † 1939.
Leta 1923 je postal sekretar Izvršnega komiteja Kominterne, leta 1927 pa je postal član Centralnega komiteja Kominterne. Leta 1935 je bil delegat na 7. svetovnega kongresa Kominterne.
Kot agent Kominterne je po Evropi ustvaril obveščevalno mrežo.